# Нармада
Нармада (енгл. Narmada) је река која протиче кроз Индију. Дуга је 1057 km. Улива се у Камбејски залив. 